# 강간치상죄
강간치상죄는 강간, 준강간, 의제강간 및 이들의 미수죄를 범하여 사람을 상해에 이르게 함으로써 성립하는 대한민국 형법상 범죄이다(형법 제301조)

## 판례
- 강간치상의 범행을 저지른 자가 그 범행으로 인하여 실신상태에 있는 피해자를 구호하지 아니하고 방치하였다고 하더라도 그 행위는 포괄적으로 단일의 강간치상죄만을 구성한다.[1]
- 특수강간이 미수에 그쳤다 하더라도 그로 인하여 피해자가 상해를 입었으면 특수강간치상죄가 성립하고, 특수강간의 죄를 범한 자가 피해자에 대하여 상해의 고의를 가지고 피해자에게 상해를 입히려다가 미수에 그친 경우에는 특수강간상해죄의 미수범으로 처벌된다.[2]
- 갑이 위험한 물건인 전기충격기를 사용하여 A에 대한 강간을 시도하다가 미수에 그쳤 다 하더라도 그로 인하여 A에게 약 2주간의 치료를 요하는 안면부 좌상 등 치상의 결과를 초래하였다면, 갑에게는 「성폭력범죄의 처벌 등에 관한 특례법』 위반의 특수강간치상죄의 기수가 성립한다.[3]
- 기본행위인 강간이 미수에 그친 경우라도 그 과정에서 상해가 발생되었으면 강간치상죄가 성립하고, 그 미수가 중지미수이든 장애미수이든 가리지 아니한다.[4]

### 상해의 개념
- 수면제와 같은 약물을 투약하여 피해자를 일시적으로 수면 또는 의식불명 상태에 이르게 한 경우에도 약물로 인하여 피해자의 건강상태가 불량하게 변경되고 생활기능에 장애가 초래되었다면 자연적으로 의식을 회복하거나 외부적으로 드러난 상처가 없더라도 이는 강간치상죄나 강제추행치상죄에서 말하는 상해에 해당한다[5]
- 피고인이 강간하려고 피해자의 반항을 억압하는 과정에서 주먹으로 피해자의 얼굴과 머리를 몇 차례 때려 피해자가 코피를 흘리고(흘린 코피가 이불에 손바닥 만큼의 넓이로 묻었음)콧등이 부었다면 비록 병원에서 치료를 받지 않더라도 일상생활에 지장이 없고 또 자연적으로 치료될 수 있는 것이라 하더라도 강간치상죄에 있어서의 상해에 해당한다[6]
- 피해자를 강간하려다가 미수에 그치고 그 과정에서 피해자에게 경부 및 전흉부 피하출혈, 통증으로 약 7일간의 가료를 요하는 상처가 발생하였으나, 그 상처가 굳이 치료를 받지 않더라도 일상생활을 하는 데 아무런 지장이 없고 시일이 경과함에 따라 자연적으로 치유될 수 있는 정도라면 그로 인하여 신체의 완전성이 손상되고 생활기능에 장애가 왔다거나 건강상태가 불량하게 변경되었다고 보기는 어려워 강간치상죄의 상해에 해당하지 않는다[7]
- 피고인들이 피해자를 강간하여 피해자에게 요치  10일의 회음부찰과상을 입혔다면 상해의 정도가  0.1cm 정도의 찰과상에 불과하더라도 강간치상죄의 성립에 영향이 없다[8]
- 피고인이 7세  1월  남짓밖에  안  되는 피해자의  질내에  손가락을  넣어 만지는 등 추행을 하여 피해자의 음순 좌우 양측에 생긴 남적색 피하일혈반이 타박이나 마찰로 말미암아 음순 내부에 피멍이 든 것으로서 그 상처부위에 소변의 독소가 들어가면 염증이 생길 수도 있는 것이라면, 그 상처를 치료하는 데 필요한 기간이  2일에 불과하더라도, 형법 제301조 소정의 상해의 개념에 해당하는 것으로 보아야 한다[9]
- 피해자의 상해부위는 우측 슬관절 부위 찰과상 및 타박상, 우측 주관절 부위 찰과상'이고, 예상치료기간 은 수상일로부터  2주이며,  입원  및 향후 치료(정신과적  치료를 포함)가  필요할  수 도 있다고 기재되어 있었다. 원심은 상해를 부정하였으나 판례는 이를 긍정하였다.[10]

## 같이 보기
- 대한민국 형법 제301조
- 상해죄
- 강간죄